# 庞中华
庞中华（1945年10月21日—），男，四川达州人，中国书法家、硬筆书法教育家和诗人。曾任中国硬笔书法协会主席，庞中华书法学院院长，第八届全国政协委员。

## 生平
早年毕业于重庆求精中学，1965年毕业于西南科技大学地质勘探专业。1980年代开始，他出版的简体字硬笔书法字帖在中国大受欢迎因而名声大噪，

## 主要著作
- 《庞中华书法集》
- 《庞中华诗抄》
- 《庞中华钢笔字帖》